# سی سونیک
سی سونیک (انگلیسی: Sea Sonic) شرکت سخت‌افزار تایوانی است، که در سال ۱۹۷۵ تأسیس شد.